# L'Ora

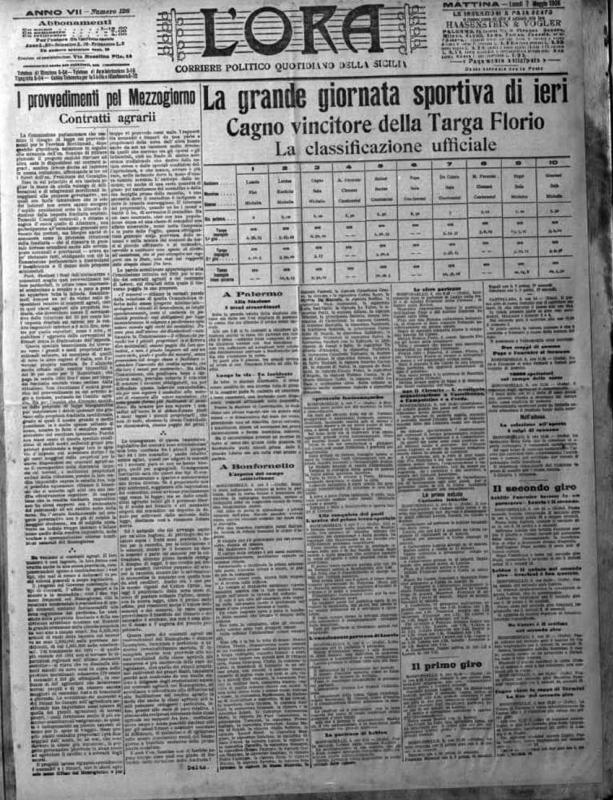
La 1ère page d'un journal de L'Ora datant de 1906

L'Ora (en français : L'Heure) est un ancien quotidien sicilien publié à Palerme qui a été fondé en 1900 et a cessé de paraître en 1992. 
Fondé par la famille Florio pour défendre ses intérêts, puis passé dans les mains de l'industriel Pecoraino, le titre défend généralement les idées progressistes jusqu'à son interdiction et sa reprise par le régime fasciste.
Devenu propriété du Parti communiste italien, le journal du soir s'illustre dans les années 1950-1980, par ses articles et ses enquêtes sur la mafia sicilienne qui en fait une cible : une bombe explose dans la salle de presse en 1958, ses journalistes Cosimo Cristina et Giovanni Spampinato sont assassinés en 1960 et 1972, et l'enquêteur Mauro De Mauro disparaît sans trace en 1970. Le départ de son directeur Vittorio Nisticò signe son déclin.

## Fondation
Le journal est créé à l'initiative de la famille Florio de Palerme, riches industriels ayant des intérêts dans le transport maritime, la construction navale, le commerce et l'industrie du vin, de la pêche, des mines, de la métallurgie et de la céramique. Le premier numéro parait le 22 avril 1900. Le propriétaire officiel était Carlo Di Rudinì, le fils de l'ancien premier ministre d'Italie, Antonio di Rudinì, mais le principal actionnaire et financier était Ignazio Florio. Son premier directeur est Vincenzo Morello.
La direction politique du journal a été généralement républicaine et progressiste, représentant la classe moyenne sicilienne.
Actionnaire minoritaire, l'industriel Filippo Pecoraino (1857-1937) devient propriétaire du journal en mars 1913. Analphabète, il a construit l'un des plus importants complexes meuniers d'Italie grâce à un système de contrebande de farine. Il acquiert également Il Mondo, organe de l'Union nationale des forces libérales et démocratiques de Giovanni Amendola. Ainsi, après la Première Guerre mondiale, la ligne éditoriale s'est positionnée contre la montée du fascisme, ce qui participe à la ruine de la famille Pecoraino au milieu des années 1930. En novembre 1926, après l'attentat manqué contre Benito Mussolini à Bologne, le journal est interdit comme tous les autres journaux anti-fascistes.
L'Ora reparaît en janvier 1927, sous la direction de Nicola Pascazio, proche du régime fasciste, ancien rédacteur en chef d’Il Popolo d'Italia, l'organe du Parti national fasciste, avec le sous-titre Le Journal fasciste de la Méditerranée. L'invasion alliée de la Sicile en juillet 1943 entraîne la suspension du journal, mais sa publication reprend le 8 avril 1946.
Le journal change plusieurs fois de propriétaires. En 1954, la veuve du dernier propriétaire vend le journal à la société GATE, détenue par le Parti communiste italien et dirigé par Amerigo Terenzi, déjà responsable du journal Paese Sera.

## Années d'or
Le journal connait son âge d'or sous le rédacteur en chef calabrais Vittorio Nisticò, qui l'a dirigé entre 1954 et 1975. Durant cette période, le journal publie de nombreux rapports d'enquêtes sur la Mafia Sicilienne, à une époque où l'organisation est peu médiatisée,.
Entre octobre et décembre 1958, L'Ora publie une série d'enquêtes des journalistes Felice Chilanti (vénitien, passé par le Corriere della Sera et Paese Sera), Mario Farinella, Enzo Lucchi, Michele Pantaleone, Castrense Dadò (Nino Sorgi) et Enzo Perrone sur la montée de la Mafia et de son chef Luciano Liggio à Corleone après le meurtre du patron précédent Michele Navarra en août 1958. Les représailles de Liggio sont immédiates : le 19 octobre 1958 à 4 h 52, une bombe de cinq kilos de TNT explose devant le bureau du journal et détruit la moitié de la presse à imprimer. Deux jours plus tard, le journal est de nouveau édité, titrant en première page : « La mafia nous menace, l'enquête se poursuit ».
Le journal est également en pointe dans la dénonciation du meurtre de Pasquale Almerico, ancien maire DC de Camporeale assassiné pour s'être opposé à la pénétration mafieuse dans son parti et l'implication de Giovanni Gioia.
Le journal paye cette position au prix du meurtre de trois de ses journaliste : Cosimo Cristina, tué le 5 mai 1960 lors d'une enquête sur la Mafia dans le secteur de Termini Imerese, Mauro De Mauro disparu le 16 septembre 1970, lors de l'enquête sur l'implication de la Mafia dans la mort du président de l'Eni Enrico Mattei, et Giovanni Spampinato, tué le 27 octobre 1972, pour ses recherches dans les activités néofascistes et de contrebande de la mafia le long de la côte est de la Sicile,. Dans les années 1970 et 1980, les photographes Letizia Battaglia et Franco Zecchin documentent, malgré les dangers, les meurtres commis par la mafia.
Le journal soutient le gouvernement du dissident DC Silvio Milazzo (1958-1960) qui agrège autour de lui au nom des intérêts supérieurs de la Sicile, toutes les forces, de l'extrême gauche à l'extrême droite, à l'exception de la DC officielle.
A son apogée, au début des années 1970, porté par les enquêtes contre la mafia, le titre ne vend que 20000 exemplaires par jour, essentiellement dans la région de Palerme.

## Déclin
Dans les années 1970, le journal connaît des premières difficultés financières. Il est plus vulnérable à la concurrence de la télévision que son principal concurrent, le Giornale di Sicilia. Il a également perdu le soutien de la PCI qui préfère se concentrer sur sa principale publication L'Unità en essayant d'accommoder les Démocrates chrétiens (DC) à l'époque du compromis historique.
En 1976, L'Ora inaugure la publication matinale mais les coûts engendrés s'avèrent excessifs et en 1979, le PCI décide l'arrêt du journal. L'Ora, cependant, « refuse de mourir ». Une coopérative de journalistes et de sympathisants obtiennent le droit d'utiliser le titre et une coopérative de travailleurs celui d'utiliser l'équipement dans l'espoir d'acquérir l'indépendance financière et éditoriale. Néanmoins, en 1980, le Giornale di Sicilia affaiblit le journal en embauchant quatre de ses jeunes et prometteurs journalistes (Roberto Ciuno, Francesco La Licata, Daniele Billiteri et Franco Nicastro) pour former un nouveau centre d'investigation criminelle concurrençant celui de L'Ora sur ses principaux sujets d'actualité.
Économiquement, le journal est maintenu en vie grâce à la NEM (Nuova Editrice Meridionale), une société formée par les coopératives en accord avec le Parti communiste qui reste propriétaire du titre et de l'équipement. Malgré les succès de la mise à niveau technique et de la rénovation du siège de Palerme, la rédaction et la gestion des problèmes mettent en évidence un problème de leadership. Bien que le journal ait connu un regain de ventes en 1992, le PDS (Partito Democratico della Sinistra - Parti démocrate de la gauche), le successeur du PCI, liquide L'Ora. Les négociations pour une reprise échouent et, après la vente du siège social Art Deco et de l'imprimerie, le dernier numéro est publié le 8 mai 1992. Ni La Stampa ni Il Corriere della Sera ne mentionnent cette disparition dans leurs colonnes, et La Repubblica l'évoque brièvement.

## Directeurs
Chronologie, :
- Vincenzo Morello 1900 - 1902
- Medardo Riccio 1902 - 1904
- Edoardo Scarfoglio (1904 - 1907)
- Giovanni Bellezza (1907-1910)
- Tullio Giordana (1910 - 1912)
- Bonaretto Bonaretti (1912-1914)
- Raimondo Guardione, (juin-octobre 1914)
- Francesco Paolo Mulè, 1914 -1917
- Giovanni Ruggero Russo, 1918 - 1921
- Alberto Cianca, 1921-1921
- Salvatore Tessitore, 1922 -1926
- Salvatore Pecoraino, 1926-1926
- Nicola Pascazio (1927 - 1927)
- Nino Sofia (1927 - 1934)
- Vincenzo Ullo, 1934 - 1934
- Gaspare Squadrilli, 1935 1939
- Bonaventura Caloro, Secondo di Belmonte, 1940-1943
- Nino Sofia (1946 - 1947)
- Pier Luigi Ingrassia (1947 - 1953)
- Francesco Crispi (1953 - 1954)
- Vittorio Nisticò (4 novembre 1954 - 1975)
- Federico Farkas 1976
- Etrio Fidora 1976-1978
- Alfonso Madeo 1979
- Nicola Cattedra (1979 - 1984)
- Bruno Carbone
- Tito Cortese
- Anselmo Calaciura
- Vincenzo Vasile

## Collaborateurs

### Journalistes et chroniqueurs
- Titti De Simone
- Vincino
- Gioacchino Lanza Tomasi
- Michele Pantaleone
- Leonardo Sciascia (1955-1968)
- Vincenzo Consolo

### Photographes
- Letizia Battaglia (1974-1992)
- Santi Caleca (1974-1976)
- Franco Zecchin
- Salvo Fundarotto